# Canton de Louviers
Le canton de Louviers est une circonscription électorale française du département de l'Eure en région Normandie recréée par le décret du 25 février 2014 et entrée en vigueur lors des élections départementales de 2015.

## Histoire
Le canton a disparu en 1982 à la suite de la création des cantons de Louviers-Nord et de Louviers-Sud.
Un nouveau découpage territorial de l'Eure (département) entre en vigueur à l'occasion des élections départementales de mars 2015, défini par le décret du 25 février 2014, en application des lois du 17 mai 2013 (loi organique 2013-402 et loi 2013-403). Les conseillers départementaux sont, à compter de ces élections, élus au scrutin majoritaire binominal mixte. Les électeurs de chaque canton élisent au Conseil départemental, nouvelle appellation du Conseil général, deux membres de sexe différent, qui se présentent en binôme de candidats. Les conseillers départementaux sont élus pour 6 ans au scrutin binominal majoritaire à deux tours, l'accès au second tour nécessitant 12,5 % des inscrits au 1er tour. En outre la totalité des conseillers départementaux est renouvelée. Ce nouveau mode de scrutin nécessite un redécoupage des cantons dont le nombre est divisé par deux avec arrondi à l'unité impaire supérieure si ce nombre n'est pas entier impair, assorti de conditions de seuils minimaux. Dans l'Eure, le nombre de cantons passe ainsi de 43 à 23.
Le nouveau canton de Louviers est formé des communes de l'ancien canton de Louviers-Nord (6 communes) et de la totalité de la commune de Louviers, auparavant répartie dans les cantons de Louviers-Nord et Louviers-Sud. Le bureau centralisateur est situé à Louviers.

## Représentation

### Juges de paix
- 1955-1958 : Odette Béquignon

### Conseillers d'arrondissement (de 1833 à 1940)
Le canton de Louviers avait deux conseillers d'arrondissement jusqu'en 1928.
Il appartenait à l'arrondissement de Louviers jusqu'à sa disparition en 1926.
| Période                                  | Période      | Identité                           | Étiquette                   | Qualité |
| ---------------------------------------- | ------------ | ---------------------------------- | --------------------------- | --- |
| 1833                                     | 1839         | M. Lambert                         |                             | Ancien notaire à Paris, maire de Louviers Nommé Sous-Préfet de Sens (Yonne) en 1839                                          |
| 1833                                     | 1848         | Henri L'Huillier                   |                             | Filateur, propriétaire, conseiller municipal de Louviers                                                                     |
| 1839                                     |              | Amable Petit                       |                             | Manufacturier, maire de Louviers                                                                                             |
|                                          |              |                                    |                             | |
| avant 1861                               | 1880         | Prosper Alphonse Pétel (1809-1887) |                             | Médecin-chef de l'hospice et du bureau de bienfaisance de Louviers, maire de Surville, Président du Conseil d'arrondissement |
| 1871                                     | 1880         | M. L'Huillier                      |                             | |
| 1880                                     | 1883         | Léon Mordret                       |                             | Ingénieur civil, Louviers |
| 1880                                     | 1898         | M. Godard                          | Républicain                 | |
| 1883                                     | 1889         | Jules Thorel                       | Républicain                 | Vannier, maire de Louviers (1887-?)                                                                                          |
| 1889                                     | 1896 (décès) | René Levigneron                    | Républicain                 | Propriétaire agriculteur à Surtauville                                                                                       |
| 1896                                     | 1904         | A. Mallet                          | Républicain radical         | |
| 1898                                     | 1910         | G. Lhermitte                       | Républicain antiministériel | |
| 1904                                     | 1919         | Robert-Eugène Fortier              | Républicain antiministériel | Notaire, maire de La Haye-Malherbe                                                                                           |
| 1910                                     | 1916 (décès) | René-Léon Loison (1872-1916)       | Républicain démocrate       | Minotier, conseiller municipal de Louviers                                                                                   |
| 1916                                     | 1919         | siège vacant                       |                             | |
| 1919                                     | 1928         | M. Jouan                           |                             | Adjoint au maire de Louviers                                                                                                 |
| 1919                                     | 1928         | M. Lesut                           | Union nationale             | |
| 1928                                     | 1940         | Fernand Desfresne                  | Union nationale             | |
| 1931                                     | 1940         | Émile Lesut                        | Union nationale             | Meunier, maire d'Hondouville                                                                                                 |
| 1940                                     |              |                                    |                             | Les conseils d'arrondissement ont été suspendus par la loi du 12 octobre 1940 et n'ont jamais été réactivés                  |
| Les données manquantes sont à compléter. |              |                                    |                             | |

### Conseillers généraux (de 1833 à 1982)
| Période                                  | Période      | Identité                                | Étiquette               | Qualité |
| ---------------------------------------- | ------------ | --------------------------------------- | ----------------------- | --- |
| 1833                                     | 1848         | Alexandre Jacques de Fontenay           |                         | Filateur à Louviers |
| 1848                                     | 1871         | Guillaume Petit                         | Majorité dynastique     | Manufacturier et maire de Louviers Député (1863-1870)                                                                           |
| 1871                                     | 1883         | M. Garnier                              | Républicain radical     | Pharmacien, capitaine des éclaireurs volontaires, maire de Louviers                                                             |
| 1883                                     | 1889         | Léon Mordret (1837-1927)                | Républicain             | Ingénieur civil, maire de Louviers, conseiller d'arrondissement                                                                 |
| 1889                                     | 1906 (décès) | Jules Thorel                            | Républicain             | Fabricant de vannerie Député (1889-1898) Sénateur (1898-1906) maire de Louviers, conseiller d'arrondissement                    |
| 1907                                     | 1907         | Louis Auguste Thiberge                  | Rad.                    | Propriétaire, adjoint au maire de Louviers                                                                                      |
| 1907                                     | 1937 (décès) | Raoul Thorel (1858-1937)                | Rad.                    | Entrepreneur de charpentes puis de travaux publics Président de la Commission départementale, maire de Louviers                 |
| 1937                                     | 1940         | Paul Quemin (1883-1942)                 | Rad.                    | Commerçant Adjoint au maire de Louviers                                                                                         |
|                                          |              |                                         |                         | |
| 1943                                     | 1945         | Alexandre Merlot                        |                         | Chef de bureau au secrétariat à la production industrielle Maire de Louviers (1941-1944) Nommé conseiller départemental en 1943 |
|                                          |              |                                         |                         | |
| 1945                                     | 1951         | Auguste Fromentin                       | Rad.                    | Imprimeur Maire de Louviers entre 1939 et 1941                                                                                  |
| 1951                                     | 1958         | Anne-Marie Dugué-Mac Carthy (1911-1979) | MRP puis DVD            | Maire de Saint-Étienne-du-Vauvray                                                                                               |
| 1958                                     | 1976         | Serge Jumelle (1915-1986)               | Rad. puis PSU puis Rad. | Instituteur Adjoint au maire de Louviers                                                                                        |
| 1976                                     | 1982         | Michel Doucet                           | PS                      | Licencié en droit, membre du comité directeur du club des Jacobins Conseiller municipal de Louviers                             |
| Les données manquantes sont à compléter. |              |                                         |                         | |

### Conseillers départementaux (depuis 2015)
| Période élective | Période élective | Mandat | Mandat   | Identité       | Nuance | Nuance | Qualité |
| ---------------- | ---------------- | ------ | -------- | -------------- | ------ | ------ | --- |
| 2015             | 2021             | 2015   | 2021     | Daniel Jubert  |        | LR     | Conseiller municipal de Louviers, conseiller délégué auprès du maire, chargé de la vie commerçante et des infrastructures numériques |
| 2015             | 2021             | 2015   | 2021     | Hafidha Ouadah |        | LREM   | Adjointe au maire de Louviers 5e vice-présidente du conseil départemental, chargée de la politique de la ville et de la prévention spécialisée. |
| 2021             | 2028             | 2021   | en cours | Daniel Jubert  |        | LR     | Inspecteur du Trésor, chef d'entreprise, conseiller municipal LR de Louviers |
| 2021             | 2028             | 2021   | en cours | Anne Terlez    |        | MoDem  | Ergothérapeute et contractuelle de la fonction publique territoriale Première adjointe au maire de Louviers 3e vice-présidente (MoDem) du conseil départemental, chargée de la santé, de la lutte contre la pauvreté, des personnes âgées et du handicap |

### Résultats détaillés

#### Élections de mars 2015
À l'issue du 1er tour des élections départementales de 2015, deux binômes sont en ballottage : Daniel Jubert et Hafidha Ouadah (Union de la Droite, 30,12 %) et Ludovic Larue et Corinne Laurent (FN, 30,03 %). Le taux de participation est de 45,05 % (7 059 votants sur 15 670 inscrits) contre 50,53 % au niveau départemental et 50,17 % au niveau national.
Au second tour, Daniel Jubert et Hafidha Ouadah (Union de la Droite) sont élus avec 63,23 % des suffrages exprimés et un taux de participation de 44,63 % (3 910 voix pour 6 993 votants et 15 669 inscrits).
Hafidha Ouadah a quitté l'UDI et a adhéré à LREM.

#### Élections de juin 2021
Le premier tour des élections départementales de 2021 est marqué par un très faible taux de participation (33,26 % au niveau national). Dans le canton de Louviers, ce taux de participation est de 30,23 % (4 904 votants sur 16 220 inscrits) contre 33,02 % au niveau départemental. À l'issue de ce premier tour, deux binômes sont en ballottage : Daniel Jubert et Anne Terlez (Union au centre et à droite, 42,72 %) et Philippe Brun et Nolwenn Leostic (Union à gauche, 35,52 %).
Le second tour des élections est marqué une nouvelle fois par une abstention massive équivalente au premier tour. Les taux de participation sont de 34,3 % au niveau national, 32,76 % dans le département et 31,53 % dans le canton de Louviers. Daniel Jubert et Anne Terlez (Union au centre et à droite) sont élus avec 56,54 % des suffrages exprimés (2 709 voix pour 5 119 votants et 16 237 inscrits),,.

## Composition
Depuis le redécoupage cantonal de 2014, le nouveau canton de Louviers comprend sept communes entières.
| Nom                              | Code Insee | Intercommunalité | Superficie (km2) | Population (dernière pop. légale) | Densité (hab./km2) | Modifier                                    |
| -------------------------------- | ---------- | ---------------- | ---------------- | --------------------------------- | ------------------ | ------------------------------------------- |
| Louviers (bureau centralisateur) | 27375      | CA Seine-Eure    | 27,06            | 18 347 (2022)                     | 678                | modifier les données · modifier les données |
| Andé                             | 27015      | CA Seine-Eure    | 5,31             | 1 324 (2022)                      | 249                | modifier les données · modifier les données |
| Heudebouville                    | 27332      | CA Seine-Eure    | 9,28             | 809 (2022)                        | 87                 | modifier les données · modifier les données |
| Incarville                       | 27351      | CA Seine-Eure    | 7,09             | 1 352 (2022)                      | 191                | modifier les données · modifier les données |
| Saint-Étienne-du-Vauvray         | 27537      | CA Seine-Eure    | 1,62             | 890 (2022)                        | 549                | modifier les données · modifier les données |
| Saint-Pierre-du-Vauvray          | 27598      | CA Seine-Eure    | 4,34             | 1 231 (2022)                      | 284                | modifier les données · modifier les données |
| Vironvay                         | 27697      | CA Seine-Eure    | 3,90             | 331 (2022)                        | 85                 | modifier les données · modifier les données |
| Canton de Louviers               | 2714       |                  | 58,60            | 24 284 (2022)                     | 414                | modifier les données                        |

## Démographie
En 2022, le canton comptait 24 284 habitants, en évolution de −0,95 % par rapport à 2016 (Eure : −0,25 %, France hors Mayotte : +2,11 %).
| 2013   | 2018   | 2022   |
| ------ | ------ | ------ |
| 23 827 | 24 329 | 24 284 |